# Diplacrum exiguum
Diplacrum exiguum är en halvgräsart som först beskrevs av Johannes Hendrikus Kern, och fick sitt nu gällande namn av Tetsuo Michael Koyama. Diplacrum exiguum ingår i släktet Diplacrum och familjen halvgräs.
Artens utbredningsområde är Vietnam. Inga underarter finns listade i Catalogue of Life.